# Itasaundersia robusta
Itasaundersia robusta là một loài ruồi trong họ Tachinidae.